# Walisischer Aufstand nach dem Tod von König Heinrich I.

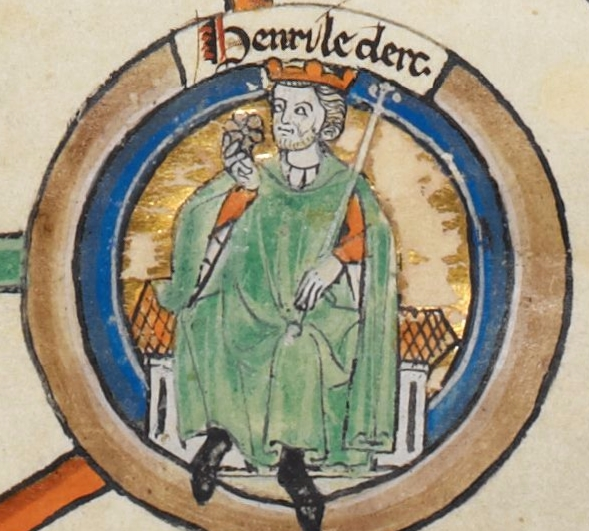
König Heinrich I. von England

Der walisische Aufstand nach dem Tod von König Heinrich I. war eine Erhebung der Waliser gegen die normannische Eroberung von Wales.
Der Tod des englischen Königs Heinrich I. wurde zu einem Signal für die Waliser, sich in weiten Teilen des Landes gegen die normannische Herrschaft zu erheben. Die Normannen hatten seit 1067 von den Welsh Marches aus weite Teile von Südwales sowie Nordostwales unter ihre Kontrolle gebracht. Unter Heinrich I. war die normannische Eroberung von Wales weiter vorangeschritten. Durch zwei Feldzüge 1114 und 1121 hatte der König seine Oberherrschaft über die Fürsten von Gwynedd und Powys demonstriert.

## Walisische Angriffe bis 1137
Der erste überlieferte Angriff erfolgte im Frühjahr 1136, als eine walisische Streitmacht unter Hywel ap Maredudd von Brycheiniog ein Heer der anglonormannischen Siedler von Gower vermutlich bei Mynydd Carn Goch zwischen Loughor und Swansea vernichtend schlug. Anschließend wurde die Halbinsel Gower von den Walisern geplündert, erst 1138 konnte der Lord of Gower, Henry de Neubourg, die Halbinsel wieder unter seine Kontrolle bringen. In einem normannischen Gegenangriff konnte Maurice de Londres von Ogmore Castle ein walisisches Heer unter Führung von Gwenllian ferch Rhys, der Ehefrau des Fürsten von Deheubarth, bei Kidwelly Castle vernichtend schlagen. Im weiteren Verlauf des Jahres überfiel und tötete der walisische Fürst Morgan ab Owain den Lord von Ceredigion, Richard FitzGilbert de Clare, in einem Hinterhalt bei Crickhowell in Gwent. Anschließend eroberte Morgan die Burgen Usk und Caerleon Castle und begründete mitten im bislang normannisch kontrollierten Südostwales wieder eine walisische Herrschaft. Nach dem Tod von Richard FitzGilbert fielen Owain und Cadwaladr, die Söhne von Gruffydd ap Cynan von Gwynedd in Ceredigion ein. Verbündet mit Gruffydd ap Rhys von Deheubarth konnten sie in der Schlacht von Crug Mawr ein anglonormannisches Heer vernichtend schlagen. Die Überlebenden verschanzten sich in Cardigan Castle, wo sie durch ein im Auftrag von König Stephan entsandtes Entsatzheer unter Führung von Miles de Gloucester gerettet werden mussten. Die Niederlage von Crug Mawr führte dazu, dass die Normannen bis Cardigan Castle Ceredigion und die angrenzende Herrschaft Cemais mit Nevern Castle an die Waliser verloren. In Südwales verloren die Cliffords das Cantref Bychan, und selbst Carmarthen Castle wurde 1137 von Owain Gwynedd erobert. An der Grenze zu Herefordshire wurde der mächtige Marcher Lord Pain FitzJohn 1137 in einem Hinterhalt von Walisern getötet.

## Folgen des englischen Thronfolgestreits für die Welsh Marches
Begünstigt wurden die walisischen Eroberungen durch den 1135 beginnenden Thronfolgestreit in England, der zu einem jahrelangen, The Anarchy genannten Bürgerkrieg wurde. Mit Robert of Gloucester, Ranulf of Chester, Miles de Gloucester und Brian FitzCount waren die führenden Barone der Welsh Marches in den Bürgerkrieg verwickelt. Da sie alle auf der Seite von Matilda, der Tochter Heinrichs I., standen, waren Chester, Bristol, Gloucester und Hereford in der Hand der Gegner von König Stephan, der somit kaum eine Möglichkeit hatte, in Wales einzugreifen.
Die walisischen Fürsten nutzten den englischen Bürgerkrieg dagegen, um durch Eroberungen ihre Fürstentümer zu erweitern. Owain Gwynedd fiel in die Gebiete zwischen River Conwy und Dee ein, und die Söhne des 1137 getöteten Gruffydd ap Rhys eroberten Ceredigion. Madog ap Maredudd von Powys eroberte 1149 sogar Oswestry in Shropshire. Interne Streitereien und Kriege zwischen den Walisern verhinderten jedoch größere Erfolge, so wurde Owain Gwynedd in einem Konflikt mit seinem Bruder Cadwaladr und in einen Krieg mit Madog ap Maredudd von Powys verwickelt, während von den vier Fürstensöhnen in Deheubarth Anarawd in einer Fehde von Cadwaldr getötet und Cadell in einem anglonormannischen Hinterhalt schwer verwundet wurde. Nach dem plötzlichen Tod des dritten Sohnes Maredudd musste schließlich der jüngste Sohn von Gruffydd ap Rhys, Rhys die Herrschaft übernehmen.
Nachdem der Bürgerkrieg in England 1154 beendet worden war, versuchte der neue König Heinrich II. in mehreren Feldzügen ab 1157, die anglonormannische Herrschaft in Wales wiederherzustellen.